# Lager Heuberg
Lager Heuberg (Heuberglägret) är en av tyska Bundeswehrs truppövningsplatser. Den är belägen på Schwäbische Alb intill staden Stetten am kalten Markt i den tyska delstaten Baden-Württemberg i sydligaste Tyskland.
Vid Lager Heuberg är cirka 2 200 soldater fast förlagda och de kompletteras årligen av cirka 1 300 värnpliktiga.

## Historia
Lager Heuberg etablerades 1910. En tillbyggnad för att ta emot krigsfångar påbörjades 1914; 1917 fanns cirka 15 000 krigsfångar vid lägret förutom de 5 000 soldater som var stationerade där. På grund av fredsavtalet vid Versaillesfreden begränsades omfattningen av Tysklands militära styrkor och av detta skäl inrättas 1920 ett barnhem vid anläggningen. 
1933 inrättade den nazistiska regeringen ett av de första koncentrationslägren. Även en utbildninganläggning för SA förlades dit. Efter nio månader övertog 1934 Wehrmacht anläggningen och återupptog användningen som truppövningsplats dit. 1940 byggdes 400 baracker för att härbärgera ett riksarbetsläger. Fram till 1945 var ett antal förband med utländska Wehrmacht-soldater förlagda vid lägret. Även italienska ENR utbildade sina fyra divisioner vid Heuberg under första halvan av 1944.
Vid lägret genomfördes 1 mars 1945 den första bemannade raketflygningen med raketen Bachem Ba 349 Natter (huggormen), vilket slutar med ett misslyckande och piloten löjtnant Lothar Sieber omkommer. 22 april 1945 besatte franska styrkor lägret efter ytterst begränsade strider. Nära 20 000 soldater ur Röda armén befrias. Franska styrkor övertog nu lägret som befann sig i den franska ockupationszonen.
1957 gjorde det första förbandet ur det nyinrättade Bundeswehr en kort visit vid lägret. I slutet av 1959 förlades tyska förband permanent vid lägret. 1960 överlämnade franska armén delar av lägret till Bundeswehr som därmed inrättade en fast truppövningsplats. Den nya Albkaserne togs i bruk 1960, och 1976 revs de byggnader som funnits kvar sedan 1920-talet. 1997 lämnade de sista franska soldaterna lägret som därmed i sin helhet övergick i Bundeswehrs tjänst.